# Hugo von Rosen

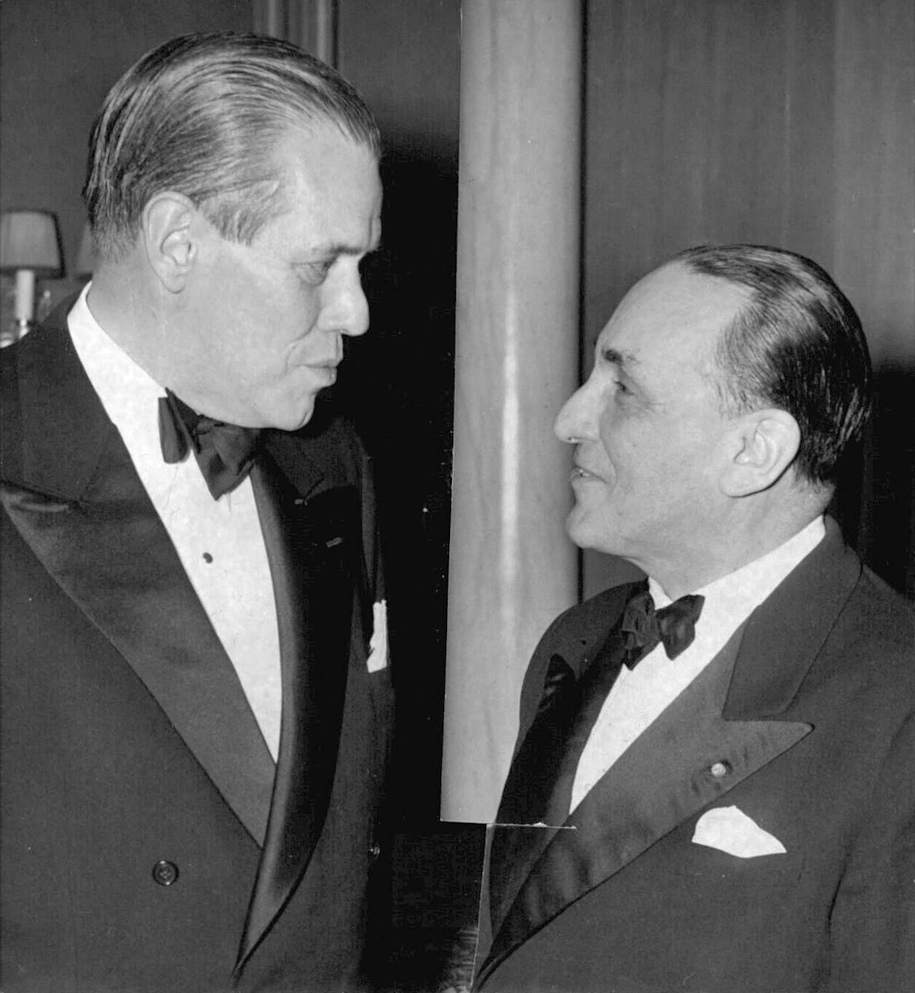
Hugo von Rosen i samspråk med den brasilianske ministern.

Hugo August Gustaf von Rosen, född den 20 juli 1900 i Stockholm, död där den 20 september 1962, var en svensk greve och företagsledare. Han var son till August von Rosen.
von Rosen avlade filosofie kandidatexamen 1922. Han var anställd vid Svenska Kullagerfabriken 1926–1947 och blev verkställande direktör vid Transfer 1947. von Rosen var styrelseledamot i Svenska institutet 1947–1957, i Exportföreningen från 1953 och i Sveriges grossistförbund från 1960. Han var fullmäktig i Stockholms handelskammare från 1950 samt ordförande i Svensk-brasilianska sällskapet 1948–1957 och vice ordförande från 1957. von Rosen blev riddare av Vasaorden 1943. Han vilar på Norra begravningsplatsen utanför Stockholm.